# Сънисайд-Тахо Сити (Калифорния)
Сънисайд-Тахо Сити (на английски: Sunnyside-Tahoe City), известно и само като Тахо Сити, е населено място в окръг Плейсър в щата Калифорния, Съединените американски щати.
Намира се на северозападния бряг на езерото Тахо. Има население от 1761 жители (2000) и обща площ от 8,8 км² (3,4 мили²), изцяло суша.
1. ↑  data.census.gov //   Посетен на 1 януари 2022 г.